# DCコミックス
DCコミックス（DC Comics, Inc.）は、アメリカのコミック・ブック出版社で、DCエンターテイメントの主力部門である。DCエンターテイメントは、ワーナー・ブラザースの子会社であり、ワーナー・ブラザース自体、ワーナー・ブラザース・ディスカバリーの子会社となっている。
DCコミックスは、アメリカで最大かつ最も歴史のあるコミックブック会社のひとつ。出版物の大部分は架空のDCユニバースを舞台にしており、スーパーマン、バットマン、ワンダーウーマンなど、文化的に象徴的なヒーローキャラクターが多数登場する。また、このユニバースには、レックス・ルーサー、チーター、ジョーカーなど、スーパーヒーローに対抗する有名なスーパーヴィランも登場する。DCユニバースに関連しない作品としては、「ウォッチメン」、「Vフォー・ヴェンデッタ」、「フェイブル」などがある。
DCコミックスのオフィスは、当初マンハッタンの432フォースト・アベニューにあったが、その後、480レキシントン・アベニュー（後に575レキシントン・アベニュー）、909サード・アベニュー、75ロックフェラー・プラザ、666フィフス・アベニュー、1325アベニュー・オブ・ジ・アメリカに移転した。DCはニューヨーク市のミッドタウン・マンハッタンの1700ブロードウェイに本社を置いていたが、DCエンターテイメントは2015年4月に本社をニューヨークからカリフォルニア州バーバンクに移転した。
DCコミックスと、長年の主要な競争相手であるマーベル・コミック（2009年にワーナーメディアの主要な競争相手であるウォルト・ディズニー・カンパニーに買収された）は、2017年には共にアメリカのコミック市場の約70％を共有していたが、グラフィックノベルが除外されており、すべての書籍の売上を含めると、DCはViz Mediaに次ぐ第2位の出版社であり、マーベルは第3位である。

## 歴史

### ゴールデン・エイジ
起業家のマルコム・ウィーラー＝ニコルソン少佐は、1934年秋にアメリカン・コミックスの出版社としてナショナル・アライド・パブリケーションズ（National Allied Publications）を設立した。同社の最初の出版物はタブロイド判の『New Fun: The Big Comic Magazine #1』（後に『モア・ファン・コミックス』と呼ばれるコミックシリーズの最初の作品）で、1935年2月の表紙でデビューした。それまでの多くのコミックブックシリーズとは異なり、新聞ストリップからの転載ではないオリジナルストーリーを含むために不可欠なアンソロジータイトルである。 DCコミックスが現代を通じて知られているのはスーパーヒーローコミックであるが、初期タイトルのジャンルは、最初はギャグ、西部劇、冒険関連のストーリーで構成されていた。ジェリー・シーゲルとジョー・シャスターが1935年12月に『ニュー・コミックス』No.6で生み出したキャラクター「ドクター・オカルト」は、DCが生み出した最初の繰り返し登場するスーパーヒーローであり、現在も使用されていると考えられている。同社は1935年12月に『ニュー・コミックス』No.1という2番目の繰り返し登場するタイトルを生み出し、これは多くのアンソロジー・タイトルを含む長期的な『アドベンチャー・コミックス』シリーズの始まりとなった。
ウィーラー・ニコルソン社の次の、そして最後のタイトルである『ディテクティブ・コミックス』は、1936年12月の表紙イラストで宣伝されていたが、最終的には3ヶ月遅れの1937年3月の表紙イラストで発売された。架空の探偵物語をテーマにしたこのアンソロジーは、現代では最も長く続いている継続的なコミックシリーズとなった。創刊号に登場したのは、マルコム・ウィーラー・ニコルソン、ジェリー・シーゲル、ジョー・シャスターの3人が寄稿した「スラム・ブラッドリー」である。1937年、ウィーラー・ニコルソンは、印刷所のオーナーで雑誌販売業者のハリー・ドネンフェルド（彼はパルプ雑誌を出版し、雑誌販売業者インディペンデント・ニュースの代表者でもあった）に借金をしていたため、ウィーラー・ニコルソンはドネンフェルドをパートナーとして迎え、『ディテクティブ・コミックス』No.1を出版した。ウィーラー・ニコルソンとドネンフェルドの会計士であるジャック・S・リーボイッツがオーナーとなって、ディテクティブ・コミックス社（Detective Comics, Inc.、DCという略称の由来）が設立された。ウィーラー・ニコルソン少佐は1年間残ったが、資金繰りの問題が続き、退社させられてしまった。その直後、ディテクティブ・コミックス社が破産オークションでナショナル・アライド社（National Allied）（通称ニコルソン出版）の残骸を購入した。
一方、マックス・ゲインズは、1938年頃に姉妹会社のオール・アメリカン・パブリケーションズ社（All-American Publications）を設立した。ディテクティブ・コミックス社は、すぐに『アクション・コミックス』という新しいアンソロジー・タイトルを創刊した。1938年6月に発行されたNo.1の表紙には、シーゲルとシャスターのスーパーマン、フレッド・ガーディニアのザターラ、ケン・フィンチとバーナード・ベイリーのテックス・トンプソンなどのキャラクターが初めて登場した。この作品は、後に「スーパーヒーロー」と呼ばれるようになった新しいタイプのキャラクターを取り上げた最初のコミックブックであると考えられており、表紙と誌面の両方にスーパーマンが初めて登場したことで、コミックブックの新時代をもたらすヒット作となった。現在では、史上最も高価で貴重なコミックブックのひとつとなっている。スーパーマンが登場するこの号の最初の物語は、後にクリプトンと呼ばれる無名の惑星から来たとされるスーパーヒーローの起源を描いた初めての物語だった。また、この号には、スーパーマンの最初の恋愛相手としてロイス・レインが登場し、最初の必須の脇役と最も初期の必須の女性キャラクターの1人となった。「グリーン・ホーネット」にインスパイアされた、ジム・チャンバーによる「クリムゾン・アベンジャー」と呼ばれるキャラクターは、『ディテクティブ・コミックス』No.20（1938年10月）に掲載された。このキャラクターは、DCが発行した最初のマスクを被ったの自警団という特徴を持っている。ジミー・オルセンの初登場として修正された無名の「オフィス・ボーイ」は、シーゲルとシャスターによるアクション・コミックスNo.6（1938年11月）のスーパーマンの物語で明らかにされた。
1939年に始まったシーゲルとシャスターのスーパーマンは、コミック雑誌以外に登場する最初のコミック派生キャラクターとなり、後にはスーパーマンの実の両親であるジョー＝エルとララを初めて紹介した彼自身が主役の新聞ストリップにも登場した。オール・アメリカン・パブリケーションズ社の最初のコミックシリーズ「オール・アメリカン・コミックス」は、1939年4月に創刊された。この「ディテクティブ・コミックス」シリーズは、スーパーヒーローのタイトルを増やしてほしいという要望に応えて、ボブ・ケインとビル・フィンガーが#27（1939年3月）で初めてバットマンを登場させ、成功を収めた歴史となる。バットマンは、後に「バットモービル」と呼ばれることになる車に乗り、「バットスーツ」と呼ばれるスーツを着た覆面の自警団として描かれた。また、バットマンの物語には、後にゴッサム市警の警察本部長となるジェームズ・ゴードンも登場する。パロディではあったが、オールアメリカン出版物には、後にレッド・トルネードと呼ばれる女性スーパーヒーローとなる最初の女性キャラクター、マ・ヒュンケルが登場している。もうひとつの重要なバットマンのデビューは、『ディテクティブ・コミックス』#28（1939年6月）に登場したウェイン邸という架空の邸宅の紹介である。アドベンチャー・コミックス」シリーズは、「アクション・コミックス」や「ディテクティブ・コミックス」シリーズに続いて、新たな常連のスーパーヒーローを登場させることになる。サンドマンと呼ばれるこのスーパーヒーローは、No.40（表紙：1939年7月）で初めて登場した。アクション・コミックスNo.13（1939年6月）では、シーゲルとシャスターが最初に登場させたウルトラヒューマナイトと呼ばれるスーパーマンの敵が初めて登場し、一般的にはコミックブックにおける初期のスーパーヴィランの一つとして挙げられる。スーパーマンというキャラクターは、当時は前例のなかった自分自身が主役のコミックブックを持ったことで、さらに飛躍的な進歩を遂げた。1939年6月に発売されたNo.1では、シーゲルとシャスターがスーパーマンの養父母であるジョナサン・ケントとマーサ・ケントを直接紹介している。『ディテクティブ・コミックス』No.29（1939年7月）では、ガードナー・フォックスによってバットマンのユーティリティー・ベルトが紹介された。DCの出版以外では、後にDCに統合されるキャラクターとして、1939年8月に発売されたフォックス・フィーチャー・シンジケート社のブルービートルが紹介されている。架空の都市は、DCの共通のテーマである。最初に明かされたのは、スーパーマンの故郷であるメトロポリスで、1939年9月の『アクション・コミック』No.16にその名が記されている。ガードナー・フォックス、ボブ・ケイン、シェルダン・モルドフによる1939年9月の『ディテクティブ・コミックス』No.31では、ジュリー・マディソンというバットマンの恋人が登場し、バットマンがよく使う「バットラン」と呼ばれる武器や「バットプレーン」と呼ばれる架空の航空機が紹介された。バットマンの起源は、『ディテクティブ・コミックス』No.33（1939年11月号）で、強盗に襲われたトーマス・ウェインとマーサ・ウェインの死を描いたのが最初である。この起源の物語は、当初からこのフィクション・キャラクターにとって重要なものであった。デイリープラネット（スーパーマンの共通設定）は、1939年11月頃のスーパーマンの新聞ストリップで初めて名前が挙げられた。スーパーヒーローのドールマンは、現在DCが所有しているクオリティーによる最初のスーパーヒーローだった。フォーセット・コミックスは1939年頃に設立され、次の10年でDCの元々のライバル会社としての役割を終えることになる。
1940年、ガードナー・フォックスとハリー・ランパートによるスーパーヒーローのフラッシュ・コミックの漫画本。第1号（1940年1月）にフラッシュが登場した。
1941年10月21日、ウィリアム・モールトン・マーストンとH. G. ピーターは、オールスター コミックスの漫画本で最初の女性スーパーヒーローを出版した。これには、第8号（1941年12月）の ワンダーウーマンと、ワンダーウーマンを主役にしたセンセーション コミックスを紹介する漫画本、および1942年のオリジナルの漫画本ワンダーウーマンが含まれる。
ナショナル・アライド・パブリケーションズ社は、すぐにディテクティブ・コミックス社と合併し、1946年9月30日にナショナル・コミックス・パブリケーションズ社を設立した。ナショナル・コミックス・パブリケーションズ社は、関連会社であるマックス・ゲインズとリーボウィッツのオール・アメリカン・パブリケーションズを吸収した。同年、ゲインズはリーボウィッツに買収させ、『Picture Stories from the Bible』だけを残して、自分の新会社「ECコミックス」の基礎とした。この時、「リーボウイッツは、オール・アメリカン社とディテクティブ・コミックス社をナショナル・コミックス社に合併させることを即座に指揮した......。次に彼は、ナショナル・コミックス、インディペンデント・ニュース、およびそれらの関連会社を、ナショナル・ピリオディカル・パブリケーションズ社（National Periodical Publications）という1つの企業体にまとめることを担当した」という。ナショナル・ピリオディカル・パブリケーションズ社は、1961年に株式市場で公開された。
「ナショナル・コミックス」と「ナショナル・ピリオディカル・パブリケーションズ」という正式名称にもかかわらず、1940年には早くも「スーパーマン-DC」というブランド名を付け始め、1977年に正式採用されるまでの数年間は「DCコミックス」と口語で呼ばれるようになった。
例えば、フォックス・コミックスのワンダー・マンは、フォックスがスーパーマンのコピーであると裁判で証言されており、DCは他社の著作権侵害の模倣品に対して積極的に行動し始めた。これは、当時コミックスで最も売れていたキャラクターであるキャプテン・マーベルをめぐってDCがフォーセット・コミックスを訴えたことにもつながっている。フォーセット社は、売上の減少と負けた場合の倒産の可能性に直面し、1953年に降参してコミックの出版を中止した。数年後、フォーセット社はキャプテン・マーベルの権利をDC社に売却し、DC社は1972年にキャプテン・マーベルの作者であるC・C・ベックの作品を使用した新タイトル「シャザム！」でキャプテン・マーベルを復活させた。それまでの間、放棄された商標は1967年にマーベル・コミックがキャプテン・マーベルを制作した際に奪い取っており、DCのコミック自体がそう呼ばれることは禁じられていた。キャプテン・マーベルはかつての人気を取り戻すことはできなかったが、後に土曜朝の実写テレビ版に登場し、DCがDCユニバースと呼ぶメインストリームの連続性の中で重要な位置を占めるようになった。
1940年代後半にスーパーヒーローの人気が下火になると、DCはSF、西部劇、ユーモア、ロマンスなどのジャンルに力を入れた。DCは犯罪やホラーのタイトルも出版していたが、比較的おとなしいものだったので、1950年代半ばに起きたこうしたコミックに対する反発を避けることができた。スーパーヒーローものでは、『アクション・コミックス』と『ディテクティブ・コミックス』という、DCで最も長い歴史を持つタイトルが出版されていた。

### シルバー・エイジ
1950年代半ば、編集長のアーウィン・ドネンフェルドと出版社のリーボイッツは、編集者のジュリアス・シュワルツ（彼のルーツはSF本）に、試しに「ショーケース」というタイトルでフラッシュの単発ストーリーを作るよう指示した。シュワルツは、旧来のキャラクターを復活させるのではなく、脚本家のロバート・カニガーとジョン・ブルーム、ペンシル担当のカーマイン・インファンティーノ、インカーのジョー・クバートに、まったく新しいスーパー・スピードスターを作らせたのである。『ショーケース』No.4（1956年10月）に掲載されたフラッシュの再構築は十分な人気を博し、すぐにグリーン・ランタンのキャラクターも同様に再構築され、現代のオールスターチーム「ジャスティス・リーグ・オブ・アメリカ（JLA）」や多くのスーパーヒーローたちが登場し、歴史家やファンが「コミック本のシルバー・エイジ」と呼ぶ時代の先駆けとなった。
ナショナル社は、継続しているキャラクター（主にスーパーマン、バットマン、ワンダーウーマン）を再構築したのではなく、根本的に見直したのである。スーパーマン」シリーズは、編集者モート・ワイジンガーのもと、「スーパーガール」「ビザロ」「ブレイニアック」などの不朽のキャラクターを登場させた。バットマン」シリーズは、ジャック・シフが編集長を務め、「バットウーマン」「バットガール」「バットハウンドのエース」「バットマイト」などを登場させ、SFではない現代的な要素を取り入れた。その後、シュワルツはアーティストのインファンティーノとともに、バットマンを「ニュールック」と称して活性化させ、探偵としてのバットマンを強調した比較的地道なストーリーを展開した。一方、編集者のカニガーは、神話的な文脈の中でファンタスティックな冒険をするワンダーウーマンの全ファミリーを導入することに成功した。
DCがスーパーヒーローを再構築したことは、他のコミックス会社も注目していた。1961年、DCのJLAをきっかけに、マーベル・コミックスの作家・編集者であるスタン・リーと強力なクリエイターであるジャック・カービーは、『ファンタスティック・フォー』を創刊し、シルバー・エイジ以下の「マーベル・エイジ」と呼ばれる時代を迎えた。DCは、この編集方針の変更によるマーベルの最初の成功を無視していたが、インディペンデント・ニュースの販売代理店としてのビジネスにも利益をもたらしたとはいえ、マーベルの売り上げが一貫して強化されていたため、それが不可能になったと言われている。特に、マーベルの販売率は70％とDCの約50％よりも高く、DCの出版物は販売店からのリターンを計算してもほとんど利益が出ないのに対し、マーベルはそれに比べて素晴らしい利益を上げていた。
しかし、DCの幹部たちは、この小さな出版社がなぜこのような脅威的な商業力を発揮しているのか、理解に苦しんでいたという。例えば、会議でマーベルの商品を検討したとき、マーベルが重視している、より洗練されたキャラクターベースの物語やアーティスト主導のビジュアルストーリーテリングは無視され、赤の色や表紙の吹き出しの存在などの表面的な理由や、内部のアートの粗雑さが読者にとって魅力的だと思われることなど、ブランドの人気を勝手に推測していたようだ。DCの実験的な試みを知ったリーは、マーベルの出版物の中に、これらの前提条件を覆すようなものを用意して、競合他社を挫折させて売上を伸ばしていた。
しかし、このようにマーベルの真の魅力を知らないことは、この時期の一部の作家には及ばず、マーベルの物語的アプローチを模倣しようとする試みもあった。例えば、アーノルド・ドレイクによる「ドゥーム・パトロール」シリーズがある。ドレイクは、新しいライバルの強さを経営陣に警告していた作家で、自分たちの異常な力に憤慨しているアウトサイダーのスーパーヒーローチームで、後にドレイクは、スタン・リーがX-メンを作るために盗用したと推測していた。また、若き日のジム・シューターは、「スーパーヒーロー軍団」の特集などで両社のスタイルを研究した後、DCで執筆する際にマーベルの文章を意図的に模倣していた。
1966年にABCネットワークで放映された『バットマン』のテレビ番組がきっかけとなり、コミック本の売り上げが一時的に急増し、土曜朝のアニメ（DCの初期のアニメのほとんどはフィルメーション社が制作）やその他のメディアでもスーパーヒーローが一時的にブームとなった。DCは、テレビシリーズの「芝居がかった」トーンに合わせて、多くのDCコミック、特に「バットマン」や「ディテクティブ・コミックス」のトーンを大幅に下げた。これは、当時の編集長アーウィン・ドネンフェルドがDCの作品を「新聞棚で目立つように」するために行った誤った試みであったが、白黒のチェックをコミックの上部に配した有名な「ゴーゴー・チェック」のカバードレス（1966年2月から1967年8月までのすべてのDCブックのカバー）と一致していた。特に、DCのアーティストであるカーマイン・インファンティーノは、表紙のビジュアルが際立つことでDCのタイトルが読者の目に留まりやすくなり、マーベルのタイトルを避けるようになったと不満を漏らしていた。
1967年、バットマンの作者であるインファンティーノ（シルバー・エイジの人気キャラクターであるバットガールやファントム・ストレンジャーのデザインを担当）は、アートディレクターからDCのエディトリアル・ディレクターに就任した。インファンティーノは、ライバル会社であるマーベル・コミックの人気が高まり、DCのコミック業界における長年のナンバーワンの地位が脅かされていたこともあり、マーベルがスーパーヒーローものを大学生の大人に向けて販売していたことから生まれた高年齢層のスーパーヒーローもののファンに向けて、新刊や既存のタイトルやキャラクターをより大人の感覚で販売することに力を入れようとしていた。また、元マーベルのアーティストでスパイダーマンの共同制作者であるスティーヴ・ディッコや、期待の新人であるニール・アダムス、デニー・オニールなどの主要な才能を採用し、ジョー・クバートやディック・ジョルダーノなど、既存のDC編集者をアーティスト・エディターに変更して、DCの作品に芸術的な批評性を持たせた。

### キニー・ナショナル／ワーナー・コミュニケーションズ子会社（1967年 - 1990年）
1967年、ナショナル・ピリオディカル・パブリケーションズ社はキニー・ナショナル・カンパニー（以下、キ社）に買収され、1969年にキ社はワーナー・ブラザース＝セヴン・アーツを買収した。
キ社はニューアークの駐車場会社に始まり、葬儀社に買収され、さらに多様な業種に手を広げたコングロマリットであった。しかし、暗黒街との不適切な関係や不正経理が長く続きスキャンダルに発展。このためスピンオフをすることになり、1972年にエンターテインメント以外の資産を（ナショナル・キニー・コーポレーションとして）分離し、キ社は社名をワーナー・コミュニケーションズ社に変更した。ワーナーの経営者で後に世界最大のメディア集団のトップになるスティーブ・ロスは友人が多い音楽と映像、ケーブルテレビの分野は熱心だったが、コミックと家庭用ゲームの世界は関心が薄いという特徴があった。
1970年、ジャック・カービーはマーベル・コミックスからDCに移籍した。マーベルでのカービーの貢献が大きな役割を果たしていたコミックスのシルバー・エイジの終わりだった。カービーは、自分でストーリーを書き、イラストを描くことを許され、テーマに沿ったいくつかのシリーズを作り、それらを総称して「第4の世界」と呼んだ。カービーは、既存の「スーパーマンの仲間ジミー・オルセン」シリーズや、新たに立ち上げた「ニューゴッズ」、「ミスター・ミラクル」、「フォーエバー・ピープル」シリーズで、大悪党ダークセイドや異次元の世界アポコリプスなどの不朽のキャラクターやコンセプトを紹介した。さらに、カービーはこれらの作品を、後に業界で標準となるトレードペーパーバックと呼ばれる出版形態で、コレクション版として再版することを意図していた。売り上げはまずまずだったが、DCの経営陣の当初の期待には応えられず、また、インファンティーノの理解力や社内のサポート不足にも悩まされた。1973年には「第4の世界」はすべてキャンセルされたが、カービーの構想はすぐにDCユニバースの拡大に欠かせないものとなり、特に大手玩具メーカーのケナー・プロダクツ社がDCユニバースのアクションフィギュア化である「スーパーパワーズ・コレクション」に最適だと判断した後は、カービーは契約に縛られてDCで「カマンディ」「デーモン」「OMAC」などの無関係なシリーズを制作したが、最終的にはマーベル・コミックスに戻った。

### ブロンズ・エイジ
シルバー・エイジのサイエンス・フィクションの革新に続いて、1970年代と1980年代のコミックは、ファンタジーはより自然主義的で、時にはダークなテーマに取ったため、ブロンズ・エイジとして知られるようになった。コミックス倫理規定委員会によって禁止されていた違法薬物の使用は、『アメイジング・スパイダーマン』No.96（1971年5月）に掲載されたマーベル・コミックのストーリー「Green Goblin Reborn!」で初めてコミックに明示的に登場した。これを受けて規約が更新された後、DCは作家のデニス・オニールとアーティストのニール・アダムスの『グリーン・ランタン』で薬物を使用したストーリーを提供した。改題された『グリーン・ランタン／グリーン・アロー』No.85号（1971年9月）のストーリー「Snowbirds Don't Fly」を皮切りに、スーパーヒーローのアーチャーであるグリーン・アローの10代の相棒であるスピーディがヘロイン中毒になっている様子が描かれている。
1976年1月、インファンティーノの後任として編集長に就任したのは、子供向け雑誌の出版社出身のジェネット・カーンだった。彼女の最初の仕事は、ワーナー・パブリッシングのビル・サーノフを説得して、DCを出版社として存続させることであった。このようにして設立されたDCは、今や急成長を遂げているマーベルに対抗するために、作品数を劇的に増やし、市場に溢れさせることで勝利を得ようとしていた。ファイアーストームやシェードなどの新キャラクターを使ったシリーズや、スーパーヒーロー以外の作品をどんどん投入し、ワーサム以前の戦後のコミック界を取り戻そうとした。1978年6月、スーパーマンの映画第1作が公開される5ヵ月前に、カーンはタイトル数とストーリーページ数を増やし、価格も35セントから50セントに引き上げて、ラインをさらに拡大した。ほとんどのシリーズには8ページの裏表紙が付いていたが、中には25ページの長編ストーリーを持つものもあった。これを会社は「DCエクスプロージョン」と呼んだ。しかし、この動きは成功せず、親会社のワーナー社は、これらの不振タイトルを大幅に削減し、多くのスタッフを解雇して、業界では「DCインプロージョン」と呼ばれた。1978年9月、ラインは大幅に縮小され、スタンダードサイズの本は17階建てのページに戻ったが、値段は40セントになった。1980年には、25ページのストーリー数で50セントに戻ったが、ストーリーページは本の中のハウス広告に取って代わられた。
出版社のカーン、副社長のポール・レヴィッツ、編集長のジョルダーノの新チームは、市場シェアを拡大するための新しい方法を模索し、人材の不安定さという問題に取り組んだ。そのため、アトラス/シーボード・コミックスやエクリプス・コミックスなどの独立系出版社の例にならい、DCはクリエイターが定額で働き、すべての権利を放棄するという業界標準の職務著作契約の代わりにロイヤリティを提供し、作品の成功に連動した金銭的なインセンティブを与えることにした。これは、マーベル・コミックの編集長ジム・シューターが、権威主義的な態度で社内の多くのクリエイターを遠ざけ、ロイ・トーマス、ジーン・コーラン、マーヴ・ウルフマン、ジョージ・ペレスといった人材が流出していったことを考えると、適切であったと証明された。
また、DCは、当時の新しいテレビ番組の形式であるミニシリーズを模倣しつつ、継続的なタイトルが開始から数号で消えてしまうという問題に対処するため、コミックブック・リミテッドシリーズという業界のコンセプトを生み出した。この出版フォーマットは、より柔軟な出版フォーマットの中で、限られたストーリーラインを意図的に作成することを可能にするもので、才能ある人々に持続不可能なオープンエンドのコミットメントを強いることなく、作品を紹介することができた。最初の作品は1979年の『ワールド・オブ・クリプトン』で、この作品が好評を博したことで、その後も同様の作品が続き、1982年には『キャメロット3000』のような野心的な作品が直接販売された。
このような方針の変更は、メディア全体の未来を形作るものだったが、短期的には、DCはライバルのマーベルからクリエイターを引き抜き、個々のタイトルの安定性を高めることができた。1980年11月、DCは成功を収めた2人の人気タレント、マーヴ・ウルフマンとジョージ・ペレスによる進行中のシリーズ「ニュー・ティーン・タイタンズ」を開始した。このスーパーヒーロー・チーム・コミックは、表面的にはマーベルのアンサンブル・シリーズである「X-メン」に似ているが、DCの歴史に根ざしており、6年間も継続したクリエイティブ・チームの安定性もあって、大きな売り上げを記録した。さらに、ウルフマンとペレスは、限定シリーズというオプションを利用して、スピンオフタイトル「テイルズ・オブ・ザ・ニュー・ティーン・タイタンズ」を制作し、メインシリーズの物語の流れを断ち切ったり、別の継続的なタイトルで仕事を倍増させたりすることなく、オリジナルキャラクターのオリジンストーリーを発表した。

### モダン・エイジ
シルバー・エイジのティーン・タイタンズを見事に再生させたことで、DCの編集者はDCユニバース全体に同じことを求めた。その結果、ウルフマン／ペレスの12号限定シリーズ「クライシス・オン・インフィニット・アース」は、キャラクターの複雑なバックストーリーや連続性の不一致を整理して捨てる機会を与えた。合わせて出版された『The History of the DC Universe』という2冊の本には、主要なDCキャラクターの歴史が修正されている。「クライシス」では、その後数十年間のDCユニバースを形成する多くの重要な死が取り上げられており、DC出版物のタイムラインを「クライシス」の前と後に分けている。
一方、スーパーヒーロー以外の作品やホラー作品でも並行して更新が始まっていた。1984年初頭から、イギリス人作家アラン・ムーアの作品によってホラーシリーズ「ザ・サーガ・オブ・スワンプシング」が復活し、やがてニール・ゲイマンやグラント・モリソンをはじめとする多くのイギリス人作家がフリーランスとしてDCに参加するようになった。その結果、洗練されたホラー・ファンタジー作品が続々と登場し、1993年にはDCがコミックス倫理規定委員会に加盟していない成熟した読者向けのインプリントであるヴァーティゴを設立した。
DC の2つの限定シリーズ、フランク・ミラーの「バットマン: ダークナイト・リターンズ」と、ムーアとアーティストのデイヴ・ギボンズによる「ウォッチメン」は、その暗い心理的な複雑さとアンチヒーローの促進によって、主流の報道機関で注目を集めた。これらの作品は、コミックが文芸批評の世界でより広く受け入れられ、商業的に成功したトレード・ペーパーバックとしてこれらのシリーズのコレクション版が出版されるなど、書籍業界への進出への道を開くきっかけとなった。
1980年代半ばには、1960年代から続いていたシリーズを含む、多くの長期にわたるDCの戦争コミックが終了した。これらのタイトルはすべて100号以上で、「サージ・ロック」、「G.I.コンバット」、「アンノウン・ソルジャー」、「ウィルド・ワー・テイルズ」などが含まれていた。

### タイムワーナー/AOL タイムワーナー/ワーナーメディアの部門（1990年 - 現在）
1989年3月、ワーナー・コミュニケーションズはタイム・インクと合併し、DCコミックスはタイム・ワーナーの子会社となった。6月にはティム・バートン監督による初のバットマン映画が公開され、DCはハードカバーの「DCアーカイブ・エディション」シリーズの出版を開始した。これはDCの初期の主要なコミックスシリーズの多くを収録したもので、現代の多くのファンが目にすることのない、貴重で高価なストーリーが掲載されている。このアーカイブ・エディションの多くは、リック・キーンが修復を担当し、DCの長年の専属カラーリストであるボブ・ルローズがカラー修復を行った。これらのコレクションは、個人のクレジットがほとんどなかったコミックスの初期の時代に、DCであまり評価されずに働いていた多くの作家やアーティストのクレジットを過去にさかのぼって表示する試みである。
1990年代初頭、コミック業界は一時的なブームを経験した。これは投機的な購入（古い号の価値が上昇すると、すべてのコミックが劇的に値上がりすると考えられ、より高い価値で転売することを目的としたコレクターアイテムとしての大量購入）と、メインストリームメディアから注目を集めたいくつかのストーリーラインの組み合わせによるものだった。スーパーマンが殺され、バットマンが体が不自由になり、スーパーヒーローのグリーン・ランタンがスーパーヴィランのパララックスに変身するというDCの拡張ストーリーは、売上を劇的に増加させたが、その増加はヒーローの交代と同様に一時的なものだった。しかし、それはヒーローの代替品と同様に一時的なものであった。業界が大不況に陥る中、何百万もの「コレクターズアイテム」が製造され、質から量へと変化していき、ファンや投機家は一斉にこのメディアを捨てていった。
DCのピラニア・プレスやその他のインプリント（成熟した読者向けのVertigoや短命のSFインプリントであるHelixなど）は、区分けされた多様化を促進し、個々の製品ラインの専門的なマーケティングを可能にするために導入された。また、従来とは異なる契約方法を採用することも増え、クリエイターが所有するプロジェクトが急増したことで、高い評価を受けた作品（その多くはヴァーティゴの作品）や他社の作品のライセンスが大幅に増加した。また、DCは、個々のシリアルコミックのトレードペーパーバックコレクションやオリジナルのグラフィックノベルなど、書店で購入しやすい形式での出版を増やした。
また、1991年から1992年にかけては、『アーチー・コミックス』のスーパーヒーローたちをライセンスして刷新した『インパクト・コミックス』というインプリントもあった。このラインのストーリーは、独自のシェアード・ユニバースの一部だった。
DCはマイルストーン・メディアと出版契約を結び、文化的にも人種的にも多様なスーパーヒーロー・キャラクターをフィーチャーしたコミックラインをDCに提供した。マイルストーン社のラインは数年後に出版を中止したが、人気アニメシリーズ「スタティック・ショック」を生み出した。DCはパラドックスを設立し、個々のテーマを複数のアーティストが解釈した大判の「Big Book of...」シリーズや、グラフィックノベル「ロード・トゥ・パーディション」などの犯罪小説などを出版した。1998年、DCはジム・リーがイメージ・コミックのバナーの下で展開していたワイルドストームを買収し、独自のスタイルと読者層を持つ完全に独立したインプリント、そして架空の世界として長年継続してきた。この買収の一環として、DCはワイルドストームのサブインプリントであるアメリカズ・ベスト・コミックス（ABC）から、『リーグ・オブ・エクストラオーディナリー・ジェントルメン』、『トム・ストロング』、『プロメテア』など、アラン・ムーアが制作した一連のタイトルの出版を開始した。ムーアはこの状況に強く反発し、DCは最終的にABCの出版を中止した。

### 2000年代
2003年3月、DCは、ワープ・グラフィック社の出版部門でウェンディ、リチャード・ピニ夫妻が自費出版していた長期ファンタジーシリーズ「エルフクエスト」の出版権および商品化権を取得した。このシリーズは、DC以外のタイトルであるタワー・コミックス社の「T.H.U.N.D.E.R. エージェンツ」シリーズに続き、DCアーチーブ・エディションズに収録された。2004年、DCはヨーロッパの出版社である2000 ADとヒューマノイドのグラフィックノベルの北米での出版権を一時的に取得した。また、若年層向けのタイトルをマスコットのジョニーDCでリブランディングし、翻訳マンガを復刻するCMXインプリントを設立した。2006年、CMXはダークホースコミックスからウェブコミック「メガトウキョー」の印刷版の発行を引き継いだ。また、キッチン・シンク・プレス社の倒産を機に、ウィル・アイズナーの「ザ・スピリット」シリーズやグラフィック・ノベルなどの作品の権利を獲得した。
2004年、DCは「クライシス・オン・インフィニット・アース」の続編の準備を始め、DCユニバースの大幅な変更を約束した（同様にDCUの歴史を変えようとした1994年の「ゼロ・アワー」イベントを横取りした）。2005年には、高い評価を得た映画『バットマン ビギンズ』が公開され、また、DCのヒーローたちの対立が次第にエスカレートしていくリミテッド・シリーズがいくつか出版され、リミテッド・シリーズ「インフィニット・クライシス」でイベントがクライマックスを迎えた。このイベントの直後、DCの進行中のシリーズは、ストーリー上の連続性において丸1年前にジャンプし、DCは週刊シリーズ「52」を開始して、欠けた時間を徐々に埋めていった。同時に、ジェリー・シーゲルの相続人が1976年の著作権法改正の条項を利用して所有権を取り戻したことで、DCは「スーパーボーイ」の著作権を（商標権は維持したまま）失った。
2005年、DCは「オールスター」ラインを立ち上げた。これは1940年代に出版された出版物のタイトルを連想させるもので、DCユニバースの長くて複雑な連続性を避けたストーリーの中で、DCの最も有名なキャラクターをフィーチャーしたものである。「オールスター」ラインは、「オールスター・バットマン&ロビン・ザ・ボーイ・ワンダー」と「オールスター・スーパーマン」から始まり、2006年には「オールスター・ワンダーウーマン」と「オールスター・バットガール」が発表されたが、2009年末時点では発売も予定もされていない。

### 2010年代
2011年、DCは「フラッシュポイント」のストーリーに続いて、すべての運営タイトルをリブートした。このリブート版は「ニュー52」と呼ばれ、DCの多くのキャラクターに新しいオリジン・ストーリーとコスチューム・デザインが与えられた。
DCは、ドク・サベージやスピリットなどのパルプキャラクターのライセンスを取得し、2010年に発売され2011年秋まで続く「ファースト・ウェーブ」コミックスラインの一部として、DCのヒーローたちとともに使用した。
2011年5月、DC は、デジタル版のコミックスを紙のコミックスと同じ日に発売することを発表した。
2011年6月1日、DCは、DCユニバースを舞台にしたすべての進行中のシリーズを8月で終了し、8月31日の『ジャスティス・リーグ』（ジェフ・ジョーンズ原作、ジム・リー作画）を皮切りに、残りのシリーズを9月以降に発売する52号の#1でコミックラインを再スタートさせることを発表した。
2013年6月4日、DCはインタラクティブ性を高めるための2つの新しいデジタルコミックのイノベーション「DC2」と「DC2マルチバース」を発表した。です。「DC2」は、デジタルコミックのパネルにダイナミックなアートワークを重ねることで、デジタルストーリーに新たな次元をもたらす。「DC2マルチバース」は、読者がコミックを読みながら、個々のキャラクターやストーリー、展開を選択することで、特定のストーリーの結末を決定することができ、1つのデジタルコミックで複数の結末を迎えることができる。「DC2」は、1960年代のテレビシリーズをベースにしたデジタルファーストのタイトル「バットマン '66」に初めて搭載され、「DC2マルチバース」は、同名のビデオゲームをベースにしたデジタルファーストのタイトル「バットマン: アーカム・ビギンズ」に初めて搭載される。
2014年、DCは「コンバージェンス」と題した8号ミニシリーズを発表し、2015年4月にスタートした。
2016年、DCは「DCリバース」と題したライン全体のリローンチを発表した。この新ラインは、『DCユニバース』と題された80ページのワンショットでスタートする。ジェフ・ジョーンズが執筆し、ゲイリー・フランク、イーサン・ヴァン・サイヴァーなどがアートを担当した80ページのワンショット作品『DCユニバース: リバース』でスタートした。その後、多くの新シリーズが月2回のペースで発売され、ほぼすべてのタイトルで新しいクリエイティブチームが起用された。この再スタートは、ニュー52以降のDCキャラクターに欠けていたレガシーとハートを取り戻すことを意味していた。リバースは、経済的にも批評的にも大成功を収めた。

### 2020年代
2020年2月21日、DCコミックスの共同出版者であるダン・ディディオが、10年間務めた同職を退任した。同社はその理由を明らかにしておらず、また、それが彼の決断なのか会社の決断なのかも示していない。このリーダーの交代は、前月から始まった会社のリストラの最新の出来事で、複数のトップが会社から解雇された。
6月20日、ワーナー・ブラザースは、DCをテーマにしたオンライン専用の別のコンベンションを発表した。「DCファンドーム」と呼ばれるこの無料の「没入型バーチャルファン体験」は、2020年8月22日に24時間にわたって開催された。メインのプレゼンテーションは、「DCファンドーム: ハール・オブ・ヒーローズ」と題して、8月22日に予定通り開催された。このコンベンションでは、COVID-19の流行によりサンディエゴ・コミコンが中止になったことを受けて、ワーナー・ブラザースとDCが、映画「DCエクステンデッド・ユニバース」やテレビ番組「アローバース」、コミック、ゲームなど、DCのコンテンツに関する情報を提供した。また、2021年10月16日には、『ワンダーウーマン 1984』のバーチャル・プレミアが開催された。
2021年3月、DCは「インフィニット・フロンティア」という旗印のもと、再び全ラインをリニューアルした。ダークナイトのイベントの後 DCマルチバースは、「ニュー52」が10年前に導入した変化を事実上覆し、すべてが規範となるより大きな「オムニバース」へと拡大された。

## DCエンターテインメント
DCエンターテインメント（DC Entertainment, Inc.）は、ワーナー・ブラザースの子会社で、コミック部門と他の部門の知的財産（キャラクター）を、ワーナー・ブラザースの他の部門と協力して管理している。
2009年9月、ワーナー・ブラザースは、DCコミックスをDCエンタテインメントの子会社とすることを発表した。ワーナープレミア社の社長であるダイアン・ネルソンが新たに設立された持ち株会社の社長に就任し、DCコミックスの社長兼発行人であるポール・レヴィッツが同所のコントリビューティング・エディター兼オーバーオール・コンサルタントの職に就いた。ワーナー・ブラザースとDCコミックスは、1969年以来、同じ会社が所有している。
2010年2月18日、DCエンターテインメントは、DCコミックスの共同出版者にジム・リーとダン・ディディオを、チーフ・クリエイティブ・オフィサーにジェフ・ジョーンズを、セールス・マーケティング・事業開発担当EVP（エグゼクティブ・バイスプレジデント）にジョン・ルードを、財務・管理担当EVPにパトリック・カルドンを任命した。
2013年10月、DCエンターテインメントは、DCコミックスのオフィスを、2015年にニューヨークからワーナー・ブラザースのカリフォルニア州バーバンクの本社に移転することを発表した。他のユニット、アニメーション、映画、テレビ、ポートフォリオプランニングは、DCコミックスに先立ち、2010年に同地に移転していた。
DCエンターテインメントは、2015年4月に初のフランチャイズである「DCスーパーヒーロー・ガールズ」ユニバースを発表し、2016年にマルチプラットフォームのコンテンツ、玩具、アパレルが登場する予定。
ワーナー・ブラザース・ピクチャーズは、2016年5月にジャンル責任のある映画担当者を配置するために再編したため、ワーナー・ブラザース傘下のDCエンタテインメントのフランチャイズ映画は、ワーナー・ブラザースのエグゼクティブ・バイスプレジデントのジョン・バーグとDCチーフ・コンテンツ・オフィサーのジェフ・ジョーンズの下に新設された部門「DCフィルムズ」に置かれた。これは、マーベル・スタジオと同様に、DC関連の映画制作を一つのビジョンのもとに統合し、グリーンライトのプロセスを明確にするためのものである。ジョンズは、DCコミックスでの既存の役割も継続する。ジョンズは、DCE社長のネルソンのもとにとどまりながら、自身のDC映画を加えてDC社長＆CCOに昇した。2016年8月、アミット・デサイは、マーケティング＆グローバル・フランチャイズ・マネジメント担当シニア・バイス・プレジデントから、ビジネス＆マーケティング戦略、ダイレクト・トゥ・コンシューマー＆グローバル・フランチャイズ・マネジメント担当エグゼクティブ・バイス・プレジデントに昇格した。
DCエンターテインメントとワーナー・ブラザース・デジタル・ネットワークスは、2017年4月に、2つのオリジナルシリーズで2018年に開始する「DCユニバース」デジタルサービスを発表した。
DC映画がマーベル・スタジオの業績に及ばないことへの不満と、バーグがプロデューサーに戻りたいと考えたことから、2018年1月にワーナー・ブラザースの幹部であるウォルター・ハマダがDC映画製作の社長に就任したことが発表された。2018年3月から休職していたダイアン・ネルソンは、DCエンタテインメントの社長を辞任。同社の経営陣は、新しい社長が決まるまで、WBのチーフ・デジタル・オフィサーであるトーマス・ゲヴェックに報告することになった。また、2018年6月、ジョンズは、DC社とWB社との執筆・制作契約のために、チーフ・クリエイティブ・オフィサー兼DCエンタテインメント社長の職を退いた。ジム・リーは、DCエンタテインメントのチーフ・クリエイティブ・オフィサーの肩書きを、DCの共同出版社のポストに加えた。2018年9月、DCは、パム・リフォード社長が統括する新たに設立されたワーナー・ブラザース・グローバル・ブランド＆フランチャイズ部門の一部となった。
2020年8月、DCコミックスの発行者であるジム・リーは、すべてのオリジナル番組を「HBO Max」に移行することを明らかにした。「DCユニバース」のコミュニティの側面や、コミックスのバックログタイトルにアクセスできることについて、リーは「そのニーズは常にある」とし、DCはコンテンツが消えないようにプラットフォームを変革する方法を検討していると述べた。
2020年9月、DCは同サービスの名称を「DCユニバース・インフィニティ」に変更し、2021年1月21日にデジタルコミックのみのサブスクリプションサービスになることを発表した。このサービスでは、現在出版されているDCコミックスのタイトルが小売店での発売日から6カ月後に提供されるほか（変更前は現行のコミックスが発売日から1年後に届く）、DCコミックスのデジタルファーストタイトルへの早期アクセス、このサービスのために制作された限定コミックスの提供、DCのバックカタログの24,000タイトルへのアクセスが可能になるという。DCユニバースの契約は、自動的に「DCユニバース インフィニット」に引き継がれる。オリジナル番組については、『ヤング・ジャスティス』のシーズン1～4、『Titans/タイタンズ』のシーズン1～3、『ドゥーム・パトロール』のシーズン1～3、『スターガール』の第1シーズン、『ハーレイ・クイン』のシーズン1～3が「HBO Max」に移行して「Max オリジナル・シリーズ」となり、DCの新シリーズや「キーDCクラシック」も「HBO Max」配信されることになる。

## 代表的なキャラクター

### スーパーヒーロー
- スーパーマン（Superman）
- スーパーガール（Supergirl）
- バットマン（Batman）
- ロビン（Robin）
- バットウーマン（英語版）（Batwoman）
- ハントレス（Huntress）
- ワンダーウーマン（Wonder Woman）
- ザ・フラッシュ（The Flash）
- グリーンランタン（Green Lantern）
- アクアマン（Aquaman）
- マーシャン・マンハンター（Martian Manhunter）
- グリーンアロー（Green Arrow）
- ブラックキャナリー（Black Canary）
- シャザム（Shazam）
- アトム（英語版）（The Atom）
- ホークマン（Hawkman）
- ホークガール（Hawkgirl）
- サイクロン（Cyclone）
- プラスチックマン（Plastic Man）
- ブルービートル（英語版）（Blue Beetle）
- ブースターゴールド（英語版）（Booster Gold）
- Dr.フェイト（英語版）（Doctor Fate）

#### ヒーローチーム
- ジャスティス・リーグ（Justice League of America (JLA)）
- ジャスティス・ソサエティ・オブ・アメリカ（JSA）
- ジャスティス・リーグ・ダーク（英語版）（Justice League Dark）
- ティーン・タイタンズ（Teen Titans）
- バーズ・オブ・プレイ（Birds of Prey）
- リージョン・オブ・スーパーヒーローズ（Legion of Super-Heroes）

### スーパーヴィラン
- レックス・ルーサー（Lex Luthor）
- ブレイニアック（Brainiac）
- ゾッド将軍（General Zod）
- ドゥームズデイ（Doomsday）
- ジョーカー（Joker）
- ハーレイ・クイン（Harley Quinn）
- ペンギン（Penguin）
- リドラー（Riddler）
- トゥーフェイス（Two Face）
- キャットウーマン（Catwoman）
- ベイン(Bane)
- ラーズ・アル・グール(Ra’s Al Ghul)
- デッドショット（Deadshot）
- キラークロック（Killer Clock）
- ブラックマスク（英語版）（Black Mask）
- ヴィクター・ザーズ（英語版）（Victor Zsasz）
- チーター（Cheetah）
- ゴリラ・グロッド（Gorilla Grodd）
- キャプテン・ブーメラン（Captain Boomerang）
- オーシャンマスター（Ocean Master）
- ブラックマンタ（Black Manta）
- ブラックアダム（英語版）（Black Adam）
- ダークサイド（Darkseid）
- ステッペンウルフ（Steppenwolf）
- アマンダ・ウォラー（Amanda Waller）

#### ヴィランチーム
- リージョン・オブ・ドゥーム（Legion of Doom）
- スーサイド・スクワッド（Suicide Squad）
- クライム・シンジゲート・オブ・アメリカ（Crime Syndicate of America）

## 輸入SFアニメの漫画化
- DCコミックス社の子会社、ワイルドストーム社は、2002年にロボテックを題材とするコミックの販売権利をハーモニーゴールド USA社から獲得した。

### ワイルドストーム
DCコミックス社の子会社、ワイルドストーム（Wildstorm）社は、2002年にロボテックの漫画の販売を始めた。
| 題名                             | 邦訳例                       | 解説 | 巻数   | 備考                                         |
| -------------------------------- | ---------------------------- | --- | ------ | -------------------------------------------- |
| From The Stars                   | 星界から                     | SDF-1 マクロスが進宙する前の、若き日のロイ・フォッカー（Roy Fokker）と、プロジェクト・バルキリー（YVF-1 バルキリー 開発計画）を描く一方、プロジェクト・エクスキャリヴァー（デストロイド開発計画）を何としてでも推進したい、アナトール・エリ・レオナルド（Anatole Eli Leonard）はバルキリー計画を中止させるための様々な陰謀を画策する。 他にも、飛行曲技団（エア・サーカス）時代のリック・ハンター（Rick Hunter）や、反統合同盟空軍との戦闘、ロイ・フォッカーとクローディア・グラント（Claudia Grant）、歌手ジャン・モリス（Jan Morris）、トーマス・リリイ・エドワード大佐（Colonel T.R.Edwards） との関係も描く。 また、OTMによるロボット工学（ROBOTECH nology）の研究開発描写と、トーマス・リリイ・エドワード大佐（Colonel T.R.Edwards）のデザインが異なる。 1997年の香港返還後に大量に流入し、アメリカン・コミック界に参加した多くの中国系アーティストが中心となった作画で、それ以前の漫画よりも日本的な絵柄で、作画レベルも高い。 本篇全6巻と、資料本（"Source Book"）全1巻が出版され、後にグラフィックノベル版が出版された。                      | 全6巻  | グラフィックノベル版あり。                   |
| "Source Book"                    | 資料本                       | "From The Stars" に登場する、YVF-1、YF-1R、VF-4 ライトニング（ロボテック版）、試作型 FAST パック、VF-X6「ジニーア」（Genia）等の各種機体や、トミー・ユネ（Tommy Yune）による艦長制服のリサ・ハイエス（Lisa Hayes）の描き下ろしスケッチ、各種漫画やイラスト・アーティストによる競作画集を備えた資料本。 この本の資料や画集の大半（一部収録漏れあり）は、『星界から』（"From The Stars"）のグラフィックノベル版巻末附録にて収録されている。 | 全１巻 | グラフィックノベル版巻末にも収録あり。       |
| Love & War                       | 愛と戦争                     | インビッド（Invid）に敗北した地球からジョナサン・ウルフ（Jonathan Wolfe）大佐の用意した、マラソン（Marathon）級 遠距離高速輸送艦に乗船しての緊急撤退前、ダーナ（Dana）はボゥイ（Bowie）に父母の昔の話を始める・・・。 SDF-1 マクロスの進宙前にマクロス島にいた頃のマクシミリアン・スターリング（Maximilian Sterlings）とベン・ディクソン（Ben Dixon）の友情、マックスとミリヤ・パリナ（Miriya Parina）の馴れ初め等を描く。 リン・ミンメイ（Linn Minmei）の女優デビュー映画についてのコンパニオン・ストーリーである『小白竜』（Little White Dragon）を含む。 グラフィックノベル版は2010年12月14日に発売。 | 全6巻  | グラフィックノベル版は、2010年12月14日発売。 |
| Invasion                         | 侵略                         | 若き日のランサー・ベルモント（Lancer Belmont）の第10火星分遣師団(The 10th. Mars Division）での第一次奪還軍の地球降作戦を詳しく描き、カーラ（Carla）との関係を広げる。 直属の上司だったオリビア・スタール（Olivia Stahl）元少佐との再会と、カーラ（Carla）との三角関係、さらに元少佐が仲間を人体実験材料としてインビッド側へ売り渡していたという裏切り、レジスタンス運動によるインビッドの巣（Hive）の一つの破壊までを描く。 XboxやPlayStation 2のゲームの物語構成の漫画化ではないが、Robotech 遠征軍艦隊の第一次地球奪還降下作戦による最初の地球解放の試みを描き、スコット・バーナード（Scott Bernard）の導入部描写と、彼の所属する第21火星分遣師団（The 21st. Mars Division）の誕生で終る。 コンパニオン・ストーリー「第1号火星基地」（Mars Base 1）では、リサ・ハイエス（Lisa Hayes）の初恋の人カール・ライバー（Karl Riber）の地球でのリサとの逢瀬と火星基地での勤務とその最期を詳しく描く。 オリジナルの『モスピーダ』でキャラクターデザインを担当した天野嘉孝と、トミー・ユネ（Tommy Yune）による各々の巻の2種類の表紙絵を持つことが最大の特徴。 | 全6巻  | グラフィックノベル版あり。                   |
| Prelude to the Shadow Chronicles | シャドウ・クロニクルへの序曲 | ウォルトリップ兄弟が執筆。「ロボテック II:センチネルズ」のジャック・マッキーニ（Jack McKinney）による小説版や、同兄弟による漫画版等、「二次的連続性」作品と公式設定で定義された派生作品の多くの要素を取り上げている。 厳密に言えば、ウォルトリップ兄弟が以前描いた「ロボテック II:センチネルズ」の漫画との連続性はない。 後付け設定で公式の新しい連続性に合わせ、アニメ版『ロボテック: シャドウ・クロニクル』への導入部としている。 またリック・ハンター提督や、リサ・ハイエス（Lisa Hayes）・SDF-3 パイオニア（Pioneer）艦長（艦隊司令官でもある）、ダーナ・スターリング（Dana Sterling）＝（コミリア・ファリーナ・ジーナス）＝〔ジャンヌ・フランセーズ〕少佐など、旧シリーズの人物達も登場。 アニメ本編でのリック・ハンターの顎（あご）の傷は、この漫画シリーズの中で描写される戦闘で負傷した事実が判明する。 2010年6月1日にグラフィックノベル版が発売された。 | 全6巻  | グラフィックノベル版あり。                   |

### 部門閉鎖
アメリカ東部夏時間2010年9月21日、DCコミックスの報道担当は、近い将来に予定される西海岸のロサンゼルスへの移転に伴い、子会社（いわゆる「インプリント」"imprint" レーベル）のジム・リー主宰の「ワイルドストーム」を閉じると発表した。
これは、ワイルドストームの一事業部門で2004年に設立され、日本漫画の翻訳出版を業務としていたCMXが2008年以降、日本漫画の英訳市場の大半を占めていたVIZ メディアやTOKYOPOPにおける日本漫画の英語圏市場そのものにおける人気の凋落（ちょうらく）や淑女・紳士協定 破りのスキャンレーションなどによる、日本漫画の翻訳出版業界自体の業績の悪化、本社DCコミックス自身の支援・宣伝不足や、天上天下の翻訳出版時における修正問題などでレイティングが厳しくなり、（マーベル・コミックのMAX: EXPLICIT CONTENT - 18歳以上対象に相当。）で対象読者層が利用する一般書店での流通不足による不振により2010年7月1日に閉鎖された決定を受けてのものである。
この流れを受けてDCコミックス本社は、日本流儀（スタイル）の最初から日本語以外の言語（英語、スペイン語など）で書かれたOELマンガ（Original English-language）部門からも撤退することを決定した。
このため、ロボテック・シリーズの同社におけるグラフィックノベルの刊行は「発祥本国であるにもかかわらず、志半ばで中断」し、皮肉にも中国の「シンファ・ウィンシェア」（中文: 新華文軒出版伝媒、英文: Xinhua Winshare Publishing and Media Co. Ltd）で全レーベルのグラフィックノベル化が実現することとなった。

## 映像作品

### 映画
| #                                | 日本語題/原題 | 監督                        | 米公開日       | 日本公開日     |
| -------------------------------- | --- | --------------------------- | -------------- | -------------- |
| 1                                | スーパーマン Superman                                                                                             | リチャード・ドナー          | 1978年12月15日 | 1979年6月30日  |
| 2                                | スーパーマン II 冒険編 Superman II                                                                                | リチャード・レスター        | 1980年6月19日  | 1981年6月6日   |
| 3                                | スーパーマン III/電子の要塞 Superman III                                                                          | リチャード・レスター        | 1983年6月17日  | 1983年7月9日   |
| 4                                | スーパーガール Supergirl                                                                                          | ジュノー・シュウォーク      | 1984年11月21日 | 1984年7月      |
| 5                                | スーパーマン IV/最強の敵 Superman IV: The Quest for Peace                                                         | シドニー・J・フューリー     | 1987年7月24日  | 1987年12月5日  |
| 6                                | バットマン Batman                                                                                                 | ティム・バートン            | 1989年6月23日  | 1989年12月2日  |
| 7                                | バットマン リターンズ Batman Returns                                                                              | ティム・バートン            | 1992年6月19日  | 1992年7月11日  |
| 8                                | バットマン フォーエヴァー Batman Forever                                                                          | ジョエル・シュマッカー      | 1995年6月9日   | 1995年6月17日  |
| 9                                | バットマン＆ロビン Mr.フリーズの逆襲 Batman & Robin                                                               | ジョエル・シュマッカー      | 1997年6月20日  | 1997年8月2日   |
| 10                               | キャットウーマン Catwoman                                                                                         | ピトフ                      | 2004年7月23日  | 2004年11月3日  |
| 11                               | コンスタンティン Constantine                                                                                      | フランシス・ローレンス      | 2005年2月16日  | 2005年4月16日  |
| 12                               | バットマン ビギンズ Batman Begins                                                                                 | クリストファー・ノーラン    | 2005年6月15日  | 2005年6月18日  |
| 13                               | スーパーマン リターンズ Superman Returns                                                                          | ブライアン・シンガー        | 2006年6月28日  | 2006年8月19日  |
| 14                               | ダークナイト The Dark Knight                                                                                      | クリストファー・ノーラン    | 2008年7月18日  | 2008年8月9日   |
| 15                               | ウォッチメン Watchmen                                                                                             | ザック・スナイダー          | 2009年3月6日   | 2009年3月28日  |
| 16                               | ジョナ・ヘックス Jonah Hex                                                                                        | ジミー・ヘイワード          | 2010年6月18日  | 2010年12月22日 |
| 17                               | グリーン・ランタン Green Lantern                                                                                  | マーティン・キャンベル      | 2011年6月17日  | 2011年9月10日  |
| 18                               | ダークナイト ライジング The Dark Knight Rises                                                                     | クリストファー・ノーラン    | 2012年7月20日  | 2012年7月28日  |
| 19                               | マン・オブ・スティール Man of Steel                                                                               | ザック・スナイダー          | 2013年6月14日  | 2013年8月30日  |
| 20                               | バットマン vs スーパーマン ジャスティスの誕生 Batman v. Superman: Dawn of Justice                                 | ザック・スナイダー          | 2016年3月25日  | 2016年3月25日  |
| 21                               | スーサイド・スクワッド Suicide Squad                                                                              | デヴィッド・エアー          | 2016年8月5日   | 2016年9月10日  |
| 22                               | ワンダーウーマン Wonder Woman                                                                                     | パティ・ジェンキンス        | 2017年6月2日   | 2017年8月25日  |
| 23                               | ジャスティス・リーグ Justice League                                                                               | ザック・スナイダー          | 2017年11月17日 | 2017年11月23日 |
| 24                               | アクアマン Aquaman                                                                                                | ジェームズ・ワン            | 2018年12月21日 | 2019年2月8日   |
| 25                               | シャザム! Shazam!                                                                                                 | デヴィッド・F・サンドバーグ | 2019年4月5日   | 2019年4月19日  |
| 26                               | ジョーカー Joker                                                                                                  | トッド・フィリップス        | 2019年10月4日  | 2019年10月4日  |
| 27                               | ハーレイ・クインの華麗なる覚醒 BIRDS OF PREY Birds of Prey (and the Fantabulous Emancipation of One Harley Quinn) | キャシー・ヤン              | 2020年2月7日   | 2020年3月20日  |
| 28                               | ワンダーウーマン 1984 Wonder Woman 1984                                                                           | パティ・ジェンキンス        | 2020年12月25日 | 2020年12月25日 |
| 29                               | ジャスティス・リーグ:ザック・スナイダーカット Zack Snyder’s Justice League                                        | ザック・スナイダー          | 2021年3月18日  | 2021年5月26日  |
| 30                               | ザ・スーサイド・スクワッド “極”悪党、集結 The Suicide Squad                                                       | ジェームズ・ガン            | 2021年8月6日   | 2021年8月13日  |
| 31                               | THE BATMAN-ザ・バットマン- The Batman                                                                             | マット・リーヴス            | 2022年3月4日   | 2022年3月11日  |
| 32                               | ブラックアダム Black Adam                                                                                         | ジャウム・コレット＝セラ    | 2022年10月21日 | 2022年12月2日  |
| 33                               | シャザム!〜神々の怒り〜 Shazam! Fury of the Gods                                                                  | デヴィッド・F・サンドバーグ | 2023年3月17日  | 2023年3月17日  |
| 34                               | ザ・フラッシュ The Flash                                                                                          | アンディ・ムスキエティ      | 2023年6月16日  | 2023年6月16日  |
| 35                               | ブルービートル Blue Beetle                                                                                        | アンヘル・マヌエル・ソト    | 2023年8月18日  | 2023年11月29日 |
| 36                               | アクアマン/失われた王国 Aquaman and the Lost Kingdom                                                              | ジェームズ・ワン            | 2023年12月20日 | 2024年1月12日  |
| 37                               | ジョーカー:フォリ・ア・ドゥ Joker: Folie à Deux                                                                   | トッド・フィリップス        | 2024年10月4日  | 2024年10月11日 |
| 38                               | スーパーマン Superman                                                                                             | ジェームズ・ガン            | 2025年7月11日  | 2025年7月11日  |
| 39                               | スーパーガール（原題） Supergirl                                                                                  | クレイグ・ギレスピー        | 2026年6月26日  | -              |
| 40                               | クレイフェイス（原題） Clayface                                                                                   | ジェームズ・ワトキンス      | 2026年9月11日  | -              |
| 41                               | THE BATMAN2-ザ・バットマン2-（原題） The Batman 2                                                                 | マット・リーヴス            | 2027年10月1日  | -              |
|                                  | The Brave and The Bold                                                                                            | アンディ・ムスキエティ      | -              | -              |
| Swamp Thing                      | ジェームズ・マンゴールド                                                                                          |                             | -              | -              |
| Sgt. Rock                        | - |                             | -              | -              |
| Constantine 2                    | - |                             | -              | -              |
| Teen Titans                      | - |                             | -              | -              |
| Untitled Bane & Deathstroke film | - |                             | -              | -              |
| Untitled Wonder Woman film       | - |                             | -              | -              |

#### DC・インプリント
| 年                     | 題名                                                                            | 監督                                  |
| ヴァーティゴ原作       | ヴァーティゴ原作                                                                | ヴァーティゴ原作                      |
| ---------------------- | ------------------------------------------------------------------------------- | ------------------------------------- |
| 2002                   | フロム・ヘル From Hell                                                          | アルバート・ヒューズ アレン・ヒューズ |
| 2006                   | Vフォー・ヴェンデッタ V for Vendetta                                            | ジェームズ・マクティーグ              |
| 2011                   | ルーザーズ The Losers                                                           | シルヴァン・ホワイト                  |
| 2019                   | ザ・キッチン The Kitchen                                                        | アンドレア・バーロフ                  |
| パラドッグスプレス原作 |                                                                                 |                                       |
| 2002                   | ロード・トゥ・パーディション Road to Perdition                                  | サム・メンデス                        |
| 2006                   | ヒストリー・オブ・バイオレンス A History of Violence                            | デヴィッド・クローネンバーグ          |
| ワイルドストーム原作   |                                                                                 |                                       |
| 2003                   | リーグ・オブ・レジェンド/時空を超えた戦い The League of Extraordinary Gentlemen | スティーヴン・ノリントン              |
| 2011                   | RED/レッド RED                                                                  | ロベルト・シュヴェンケ                |
| 2013                   | REDリターンズ RED 2                                                             | ディーン・パリソット                  |
| TBA                    | The Authority                                                                   | TBA                                   |
| その他の映画作品       |                                                                                 |                                       |
| 2009                   | ザ・スピリット The Spirit                                                       | フランク・ミラー                      |

### アニメ映画
| 題名                                                                           | 監督                                            | 米国公開日     | 日本公開日    |
| ------------------------------------------------------------------------------ | ----------------------------------------------- | -------------- | ------------- |
| バットマン/マスク・オブ・ファンタズム Batman: Mask of the Phantasm             | エリック・ラドムスキ ブルース・W・ティム        | 1993年12月25日 | 日本未公開    |
| レゴバットマン ザ・ムービー The Lego Batman Movie                              | クリス・マッケイ                                | 2017年2月10日  | 2017年4月1日  |
| ニンジャバットマン Batman Ninja                                                | 水崎淳平                                        | 2018年4月24日  | 2018年6月15日 |
| ティーン・タイタンズ・ゴー! トゥ・ザ・ムービーズ Teen Titans Go! To the Movies | アーロン・ホーヴァス ピーター・ライダ・ミハイル | 2018年7月27日  | 2019年7月3日  |
| DC がんばれ!スーパーペット DC League of Super-Pets                             | ジャレッド・スターン                            | 2022年7月29日  | 2022年8月26日 |
| リトル・バットマン クリスマスの大冒険 Merry Little Batman                      | マイク・ロス                                    | 2023年12月8日  | 2023年12月8日 |
| Watchmen Chapter 1                                                             | ブランドン・ビティッティ                        | 2024年8月13日  | -             |
| Watchmen Chapter 2                                                             | ブランドン・ビティッティ                        | 2024年11月26日 | -             |
| ニンジャバットマン対ヤグザリーグ Batman Ninja vs. Yakuza League                | 水崎淳平                                        | 2025年3月21日  | 2025年3月21日 |
| Dynamic Duo                                                                    | アーサー・ミンツ                                | 2028年6月30日  | -             |

### テレビドラマ
| 題名                                                                   | シーズン | 話数 | 放送日（米国） / 配信日（米国） | 放送日（米国） / 配信日（米国） | 放送局               |
| 題名                                                                   | シーズン | 話数 | シーズン初回                    | シーズン最終回                  | 放送局               |
| ---------------------------------------------------------------------- | -------- | ---- | ------------------------------- | ------------------------------- | -------------------- |
| スーパーマン Adventures of Superman                                    | 1        | 26   | 1952年9月19日                   | 1953年2月27日                   | Syndication          |
| スーパーマン Adventures of Superman                                    | 2        | 26   | 1953年9月18日                   | 1954年3月13日                   | Syndication          |
| スーパーマン Adventures of Superman                                    | 3        | 13   | 1955年4月23日                   | 1955年10月15日                  | Syndication          |
| スーパーマン Adventures of Superman                                    | 4        | 13   | 1956年2月18日                   | 1956年6月16日                   | Syndication          |
| スーパーマン Adventures of Superman                                    | 5        | 13   | 1957年3月8日                    | 1957年5月31日                   | Syndication          |
| スーパーマン Adventures of Superman                                    | 6        | 13   | 1958年2月3日                    | 1958年4月28日                   | Syndication          |
| 怪鳥人間バットマン Batman                                              | 1        | 34   | 1966年1月12日                   | 1966年5月5日                    | ABCネットワーク      |
| 怪鳥人間バットマン Batman                                              | 2        | 60   | 1966年9月7日                    | 1967年3月30日                   | ABCネットワーク      |
| 怪鳥人間バットマン Batman                                              | 3        | 26   | 1967年9月14日                   | 1968年3月14日                   | ABCネットワーク      |
| シャザム! Shazam!                                                      | 1        | 15   | 1974年9月7日                    | 1974年12月14日                  | CBS                  |
| シャザム! Shazam!                                                      | 2        | 7    | 1975年9月6日                    | 1975年10月18日                  | CBS                  |
| シャザム! Shazam!                                                      | 3        | 6    | 1976年9月11日                   | 1976年10月16日                  | CBS                  |
| ザ・シークレット・オブ・イシス The Secrets of Isis                     | 1        | 15   | 1975年9月6日                    | 1975年12月13日                  | CBS                  |
| ザ・シークレット・オブ・イシス The Secrets of Isis                     | 2        | 7    | 1976年9月11日                   | 1976年10月23日                  | CBS                  |
| 空飛ぶ鉄腕美女ワンダーウーマン Wonder Woman                            | 1        | 13   | 1976年4月21日                   | 1977年2月16日                   | ABCネットワーク CBS  |
| 空飛ぶ鉄腕美女ワンダーウーマン Wonder Woman                            | 2        | 22   | 1977年9月16日                   | 1978年4月21日                   | ABCネットワーク CBS  |
| 空飛ぶ鉄腕美女ワンダーウーマン Wonder Woman                            | 3        | 24   | 1978年9月22日                   | 1979年9月11日                   | ABCネットワーク CBS  |
| レジェンド・オブ・スーパーヒーローズ Legends of the Superheroes        | 1        | 1    | 1979年1月18日                   | 1979年1月25日                   | NBC                  |
| スーパーボーイ Superboy                                                | 1        | 26   | 1988年10月8日                   | 1989年5月27日                   | Syndication          |
| スーパーボーイ Superboy                                                | 2        | 26   | 1989年10月7日                   | 1990年5月19日                   | Syndication          |
| スーパーボーイ Superboy                                                | 3        | 26   | 1990年10月6日                   | 1991年5月25日                   | Syndication          |
| スーパーボーイ Superboy                                                | 4        | 22   | 1991年10月6日                   | 1992年5月17日                   | Syndication          |
| スワンプシング Swamp Thing                                             | 1        | 22   | 1990年7月27日                   | 1991年4月5日                    | USAネットワーク      |
| スワンプシング Swamp Thing                                             | 2        | 11   | 1992年1月3日                    | 1992年3月20日                   | USAネットワーク      |
| スワンプシング Swamp Thing                                             | 3        | 39   | 1992年7月10日                   | 1993年3月1日                    | USAネットワーク      |
| 超音速ヒーロー ザ・フラッシュ The Flash                                | 1        | 22   | 1990年9月20日                   | 1991年5月18日                   | CBS                  |
| ヒューマン・ターゲット Human Target                                    | 1        | 7    | 1992年7月20日                   | 1992年8月29日                   | ABCネットワーク      |
| LOIS&CLARK/新スーパーマン Lois & Clark: The New Adventures of Superman | 1        | 21   | 1993年9月12日                   | 1994年5月8日                    | ABCネットワーク      |
| LOIS&CLARK/新スーパーマン Lois & Clark: The New Adventures of Superman | 2        | 22   | 1994年9月18日                   | 1995年5月21日                   | ABCネットワーク      |
| LOIS&CLARK/新スーパーマン Lois & Clark: The New Adventures of Superman | 3        | 22   | 1995年9月17日                   | 1996年5月12日                   | ABCネットワーク      |
| LOIS&CLARK/新スーパーマン Lois & Clark: The New Adventures of Superman | 4        | 22   | 1996年9月22日                   | 1997年6月14日                   | ABCネットワーク      |
| SMALLVILLE / ヤング・スーパーマン Smallville                           | 1        | 21   | 2001年10月16日                  | 2002年5月21日                   | CWネットワーク       |
| SMALLVILLE / ヤング・スーパーマン Smallville                           | 2        | 23   | 2002年9月24日                   | 2003年5月20日                   | CWネットワーク       |
| SMALLVILLE / ヤング・スーパーマン Smallville                           | 3        | 22   | 2003年10月1日                   | 2004年5月19日                   | CWネットワーク       |
| SMALLVILLE / ヤング・スーパーマン Smallville                           | 4        | 22   | 2004年9月22日                   | 2005年5月18日                   | CWネットワーク       |
| SMALLVILLE / ヤング・スーパーマン Smallville                           | 5        | 22   | 2005年9月29日                   | 2006年5月11日                   | CWネットワーク       |
| SMALLVILLE / ヤング・スーパーマン Smallville                           | 6        | 22   | 2006年9月28日                   | 2007年5月17日                   | CWネットワーク       |
| SMALLVILLE / ヤング・スーパーマン Smallville                           | 7        | 20   | 2007年9月27日                   | 2008年5月15日                   | CWネットワーク       |
| SMALLVILLE / ヤング・スーパーマン Smallville                           | 8        | 22   | 2008年9月18日                   | 2009年5月14日                   | CWネットワーク       |
| SMALLVILLE / ヤング・スーパーマン Smallville                           | 9        | 22   | 2009年9月25日                   | 2010年5月14日                   | CWネットワーク       |
| SMALLVILLE / ヤング・スーパーマン Smallville                           | 10       | 22   | 2010年9月24日                   | 2011年5月13日                   | CWネットワーク       |
| ゴッサム・シティ・エンジェル Birds of Prey                             | 1        | 13   | 2002年10月9日                   | 2003年2月19日                   | The WB               |
| ヒューマン・ターゲット Human Target                                    | 1        | 12   | 2010年1月15日                   | 2010年4月11日                   | Fox                  |
| ヒューマン・ターゲット Human Target                                    | 2        | 13   | 2010年11月17日                  | 2011年2月9日                    | Fox                  |
| ARROW/アロー Arrow                                                     | 1        | 23   | 2012年10月10日                  | 2013年5月15日                   | CWネットワーク       |
| ARROW/アロー Arrow                                                     | 2        | 23   | 2013年10月9日                   | 2014年5月14日                   | CWネットワーク       |
| ARROW/アロー Arrow                                                     | 3        | 23   | 2014年10月8日                   | 2015年5月13日                   | CWネットワーク       |
| ARROW/アロー Arrow                                                     | 4        | 23   | 2015年10月7日                   | 2016年5月25日                   | CWネットワーク       |
| ARROW/アロー Arrow                                                     | 5        | 23   | 2016年10月5日                   | 2017年5月24日                   | CWネットワーク       |
| ARROW/アロー Arrow                                                     | 6        | 23   | 2017年10月12日                  | 2018年5月17日                   | CWネットワーク       |
| ARROW/アロー Arrow                                                     | 7        | 22   | 2018年10月15日                  | 2019年5月13日                   | CWネットワーク       |
| ARROW/アロー Arrow                                                     | 8        | 10   | 2019年10月15日                  | 2020年1月28日                   | CWネットワーク       |
| GOTHAM/ゴッサム Gotham                                                 | 1        | 22   | 2014年9月22日                   | 2015年5月4日                    | Fox                  |
| GOTHAM/ゴッサム Gotham                                                 | 2        | 22   | 2015年9月21日                   | 2016年5月23日                   | Fox                  |
| GOTHAM/ゴッサム Gotham                                                 | 3        | 22   | 2016年9月19日                   | 2017年6月5日                    | Fox                  |
| GOTHAM/ゴッサム Gotham                                                 | 4        | 22   | 2017年9月21日                   | 2018年5月17日                   | Fox                  |
| GOTHAM/ゴッサム Gotham                                                 | 5        | 12   | 2019年1月3日                    | 2019年4月25日                   | Fox                  |
| THE FLASH/フラッシュ The Flash                                         | 1        | 23   | 2014年10月7日                   | 2015年5月19日                   | CWネットワーク       |
| THE FLASH/フラッシュ The Flash                                         | 2        | 23   | 2015年10月6日                   | 2016年5月24日                   | CWネットワーク       |
| THE FLASH/フラッシュ The Flash                                         | 3        | 23   | 2016年10月4日                   | 2017年5月23日                   | CWネットワーク       |
| THE FLASH/フラッシュ The Flash                                         | 4        | 23   | 2017年10月10日                  | 2018年5月22日                   | CWネットワーク       |
| THE FLASH/フラッシュ The Flash                                         | 5        | 22   | 2018年10月9日                   | 2019年5月14日                   | CWネットワーク       |
| THE FLASH/フラッシュ The Flash                                         | 6        | 18   | 2019年10月8日                   | 2020年5月12日                   | CWネットワーク       |
| THE FLASH/フラッシュ The Flash                                         | 7        | 19   | 2021年3月2日                    | 2021年7月20日                   | CWネットワーク       |
| THE FLASH/フラッシュ The Flash                                         | 8        | 20   | 2021年11月16日                  | 2022年6月29日                   | CWネットワーク       |
| THE FLASH/フラッシュ The Flash                                         | 9        | 13   | 2023年2月8日                    | 2023年5月24日                   | CWネットワーク       |
| コンスタンティン Constantine                                           | 1        | 13   | 2014年10月24日                  | 2015年2月13日                   | NBC                  |
| SUPERGIRL/スーパーガール Supergirl                                     | 1        | 20   | 2015年10月26日                  | 2016年4月18日                   | CBS                  |
| SUPERGIRL/スーパーガール Supergirl                                     | 2        | 22   | 2016年10月10日                  | 2017年5月22日                   | CWネットワーク       |
| SUPERGIRL/スーパーガール Supergirl                                     | 3        | 23   | 2017年10月9日                   | 2018年6月18日                   | CWネットワーク       |
| SUPERGIRL/スーパーガール Supergirl                                     | 4        | 22   | 2018年10月14日                  | 2019年5月19日                   | CWネットワーク       |
| SUPERGIRL/スーパーガール Supergirl                                     | 5        | 19   | 2019年10月6日                   | 2020年5月17日                   | CWネットワーク       |
| SUPERGIRL/スーパーガール Supergirl                                     | 6        | 20   | 2021年3月30日                   | 2021年11月9日                   | CWネットワーク       |
| レジェンド・オブ・トゥモロー DC's Legends of Tomorrow                  | 1        | 16   | 2016年1月21日                   | 2016年5月19日                   | CWネットワーク       |
| レジェンド・オブ・トゥモロー DC's Legends of Tomorrow                  | 2        | 17   | 2016年10月13日                  | 2017年4月4日                    | CWネットワーク       |
| レジェンド・オブ・トゥモロー DC's Legends of Tomorrow                  | 3        | 18   | 2017年10月10日                  | 2018年4月9日                    | CWネットワーク       |
| レジェンド・オブ・トゥモロー DC's Legends of Tomorrow                  | 4        | 16   | 2018年10月22日                  | 2019年5月20日                   | CWネットワーク       |
| レジェンド・オブ・トゥモロー DC's Legends of Tomorrow                  | 5        | 15   | 2020年1月14日                   | 2020年6月2日                    | CWネットワーク       |
| パワーレス Powerless                                                   | 1        | 12   | 2017年2月2日                    | 2017年5月19日                   | NBC TVNZ             |
| ブラックライトニング Black Lightning                                   | 1        | 13   | 2018年1月16日                   | 2018年4月17日                   | CWネットワーク       |
| ブラックライトニング Black Lightning                                   | 2        | 16   | 2018年10月8日                   | 2019年3月18日                   | CWネットワーク       |
| ブラックライトニング Black Lightning                                   | 3        | 16   | 2019年10月7日                   | 2020年3月29日                   | CWネットワーク       |
| ブラックライトニング Black Lightning                                   | 4        | 13   | 2021年2月8日                    | 2021年5月24日                   | CWネットワーク       |
| KRYPTON/クリプトン Krypton                                             | 1        | 10   | 2018年3月21日                   | 2018年5月23日                   | Syfy                 |
| KRYPTON/クリプトン Krypton                                             | 2        | 10   | 2019年6月12日                   | 2019年8月14日                   | Syfy                 |
| Titans/タイタンズ Titans                                               | 1        | 11   | 2018年10月12日                  | 2018年12月21日                  | DCユニバース         |
| Titans/タイタンズ Titans                                               | 2        | 13   | 2019年9月6日                    | 2019年11月29日                  | DCユニバース         |
| Titans/タイタンズ Titans                                               | 3        | 13   | 2021年8月12日                   | 2021年10月21日                  | HBO Max              |
| Titans/タイタンズ Titans                                               | 4        | 12   | 2022年11月3日                   | 2023年5月11日                   | HBO Max              |
| ドゥーム・パトロール Doom Patrol                                       | 1        | 15   | 2019年2月15日                   | 2019年5月24日                   | DCユニバース         |
| ドゥーム・パトロール Doom Patrol                                       | 2        | 9    | 2020年6月25日                   | 2020年8月6日                    | DCユニバース HBO Max |
| ドゥーム・パトロール Doom Patrol                                       | 3        | 10   | 2021年9月23日                   | 2021年11月11日                  | HBO Max              |
| ドゥーム・パトロール Doom Patrol                                       | 4        | 12   | 2022年12月8日                   | 2023年11月9日                   | HBO Max              |
| スワンプ・シング Swamp Thing                                           | 1        | 10   | 2019年5月31日                   | 2019年8月2日                    | DCユニバース         |
| PENNYWORTH/ペニーワース Pennyworth                                     | 1        | 10   | 2019年7月28日                   | 2019年9月29日                   | Epix HBO Max         |
| PENNYWORTH/ペニーワース Pennyworth                                     | 2        | 10   | 2020年12月13日                  | 2021年4月11日                   | Epix HBO Max         |
| PENNYWORTH/ペニーワース Pennyworth                                     | 3        | 10   | 2022年10月6日                   | 2022年11月24日                  | Epix HBO Max         |
| BATWOMAN/バットウーマン Batwoman                                       | 1        | 20   | 2019年10月6日                   | 2020年5月17日                   | CWネットワーク       |
| BATWOMAN/バットウーマン Batwoman                                       | 2        | 18   | 2021年1月17日                   | 2021年6月27日                   | CWネットワーク       |
| BATWOMAN/バットウーマン Batwoman                                       | 3        | 13   | 2021年10月13日                  | 2022年5月2日                    | CWネットワーク       |
| ウォッチメン Watchmen                                                  | 1        | 9    | 2019年10月20日                  | 2019年12月15日                  | HBO Max              |
| スターガール Stargirl                                                  | 1        | 13   | 2020年5月18日                   | 2020年8月10日                   | DCユニバース         |
| スターガール Stargirl                                                  | 2        | 13   | 2021年8月10日                   | 2021年11月2日                   | CWネットワーク       |
| スターガール Stargirl                                                  | 3        | 13   | 2022年8月31日                   | 2022年12月7日                   | CWネットワーク       |
| スーパーマン&ロイス Superman & Lois                                    | 1        | 15   | 2021年2月23日                   | 2021年8月17日                   | CWネットワーク       |
| スーパーマン&ロイス Superman & Lois                                    | 2        | 15   | 2022年1月11日                   | 2022年6月28日                   | CWネットワーク       |
| スーパーマン&ロイス Superman & Lois                                    | 3        | 13   | 2023年3月14日                   | 2023年6月27日                   | CWネットワーク       |
| スーパーマン&ロイス Superman & Lois                                    | 4        | 10   | 2024年10月7日                   | 2024年12月3日                   | CWネットワーク       |
| ナオミ Naomi                                                           | 1        | 13   | 2022年1月11日                   | 2022年5月10日                   | CWネットワーク       |
| ピースメイカー Peacemaker                                              | 1        | 8    | 2022年1月13日                   | 2022年2月17日                   | HBO Max              |
| ピースメイカー Peacemaker                                              | 2        | 8    | 2025年8月22日                   | 2025年10月10日                  | HBO Max              |
| ゴッサム・ナイツ Gotham Knights                                        | 1        | 13   | 2023年5月14日                   | 2023年6月27日                   | CWネットワーク       |
| THE PENGUIN-ザ・ペンギン- The Penguin                                  | 1        | 8    | 2024年9月20日                   | 2024年11月11日                  | HBO Max              |
| ランタンズ (原題) Lanterns                                             | 1        | 8    | 2026年5月                       | -                               | HBO Max              |
| Waller                                                                 | 1        | -    | -                               | -                               | HBO Max              |
| Paradise Lost                                                          | 1        | -    | -                               | -                               | HBO Max              |
| Booster Gold                                                           | 1        | -    | -                               | -                               | HBO Max              |

#### DC・インプリント
| 題名                                              | シーズン         | 話数             | 話数             | 放送日（米国）/配信日（米国） | 放送日（米国）/配信日（米国） | 放送局             |
| 題名                                              | シーズン         | 話数             | 話数             | シーズン初回                  | シーズン最終回                | 放送局             |
| ヴァーティゴ原作                                  | ヴァーティゴ原作 | ヴァーティゴ原作 | ヴァーティゴ原作 | ヴァーティゴ原作              | ヴァーティゴ原作              | ヴァーティゴ原作   |
| ------------------------------------------------- | ---------------- | ---------------- | ---------------- | ----------------------------- | ----------------------------- | ------------------ |
| iゾンビ iZombie                                   | 1                | 13               | 13               | 2015年5月17日                 | 2015年6月9日                  | CWネットワーク     |
| iゾンビ iZombie                                   | 2                | 19               | 19               | 2015年10月6日                 | 2016年4月12日                 | CWネットワーク     |
| iゾンビ iZombie                                   | 3                | 13               | 13               | 2017年4月4日                  | 2017年6月27日                 | CWネットワーク     |
| iゾンビ iZombie                                   | 4                | 13               | 13               | 2018年2月26日                 | 2018年5月28日                 | CWネットワーク     |
| iゾンビ iZombie                                   | 5                | 13               | 13               | 2019年5月2日                  | 2019年8月1日                  | CWネットワーク     |
| LUCIFER/ルシファー Lucifer                        | 1                | 13               | 13               | 2016年1月25日                 | 2016年4月25日                 | Fox                |
| LUCIFER/ルシファー Lucifer                        | 2                | 18               | 18               | 2016年9月19日                 | 2017年5月29日                 | Fox                |
| LUCIFER/ルシファー Lucifer                        | 3                | 26               | 26               | 2017年10月2日                 | 2018年5月28日                 | Fox                |
| LUCIFER/ルシファー Lucifer                        | 4                | 10               | 10               | 2019年5月8日                  | 2019年5月8日                  | Netflix            |
| LUCIFER/ルシファー Lucifer                        | 5                | 16               | 8                | 2020年8月21日                 | 2020年8月21日                 | Netflix            |
| LUCIFER/ルシファー Lucifer                        | 5                | 16               | 8                | 2021年5月28日                 | 2021年5月28日                 | Netflix            |
| LUCIFER/ルシファー Lucifer                        | 6                | 10               | 10               | 2021年9月10日                 | 2021年9月10日                 | Netflix            |
| プリーチャー Preacher                             | 1                | 10               | 10               | 2016年5月22日                 | 2016年7月31日                 | AMC                |
| プリーチャー Preacher                             | 2                | 13               | 13               | 2017年6月25日                 | 2017年9月11日                 | AMC                |
| プリーチャー Preacher                             | 3                | 10               | 10               | 2018年6月24日                 | 2018年8月26日                 | AMC                |
| プリーチャー Preacher                             | 4                | 10               | 10               | 2019年8月4日                  | 2019年9月29日                 | AMC                |
| Y:ザ・ラストマン Y: The Last Man                  | 1                | 10               | 10               | 2021年9月13日                 | 2021年11月1日                 | FX on Hulu         |
| スウィート・トゥース:鹿の角を持つ少年 Sweet Tooth | 1                | 8                | 8                | 2021年6月4日                  | 2021年6月4日                  | Netflix            |
| スウィート・トゥース:鹿の角を持つ少年 Sweet Tooth | 2                | 8                | 8                | 2023年4月27日                 | 2023年4月27日                 | Netflix            |
| スウィート・トゥース:鹿の角を持つ少年 Sweet Tooth | 3                | 8                | 8                | 2024年6月24日                 | 2024年6月24日                 | Netflix            |
| DMZ ニューヨーク非武装地帯 DMZ                    | 1                | 4                | 4                | 2022年5月17日                 | 2022年5月17日                 | HBO Max            |
| サンドマン Sandman                                | 1                | 11               | 11               | 2022年8月5日                  | 2022年8月5日                  | Netflix            |
| サンドマン Sandman                                | 2                | 11               | 11               | 2025年7月3日                  | 2025年7月3日                  | Netflix            |
| デッドボーイ探偵社 Dead Boy Detectives            | 1                | 8                | 8                | 2024年4月25日                 | 2024年4月25日                 | Netflix            |
| ワイルドストーム原作                              |                  |                  |                  |                               |                               |                    |
| ザ・ボーイズ The Boys                             | 1                | 8                | 8                | 2019年7月26日                 | 2019年7月26日                 | Amazon Prime Video |
| ザ・ボーイズ The Boys                             | 2                | 8                | 8                | 2020年9月4日                  | 2020年10月9日                 | Amazon Prime Video |
| ザ・ボーイズ The Boys                             | 3                | 8                | 8                | 2022年6月3日                  | 2022年7月8日                  | Amazon Prime Video |
| ザ・ボーイズ The Boys                             | 4                | 8                | 8                | 2024年6月13日                 | 2024年7月18日                 | Amazon Prime Video |
| ザ・ボーイズ The Boys                             | 5                | 8                | 8                | 2026年                        | 2026年                        | Amazon Prime Video |
| ジェン・ブイ Gen V                                | 1                | 8                | 8                | 2023年9月29日                 | 2023年11月3日                 | Amazon Prime Video |
| ジェン・ブイ Gen V                                | 2                | 8                | 8                | 2025年9月17日                 | 2025年11月5日                 | Amazon Prime Video |
| Vought Rising                                     | 1                | -                | -                | -                             | -                             | Amazon Prime Video |
| The Boys: Mexico                                  | 1                | -                | -                | -                             | -                             | Amazon Prime Video |

### アニメシリーズ
| 題名                                                             | シーズン | 話数 | 放送日(米国)/配信日(米国) | 放送日(米国)/配信日(米国) | 放送局/配信局                            |
| 題名                                                             | シーズン | 話数 | シーズン初回              | シーズン最終回            | 放送局/配信局                            |
| ---------------------------------------------------------------- | -------- | ---- | ------------------------- | ------------------------- | ---------------------------------------- |
| スーパーマン新冒険 The New Adventures of Superman                | 1        | 36   | 1966年9月10日             | 1967年1月7日              | CBS                                      |
| スーパーマン新冒険 The New Adventures of Superman                | 2        | 16   | 1967年9月9日              | 1967年10月28日            | CBS                                      |
| スーパーマン新冒険 The New Adventures of Superman                | 3        | 16   | 1968年9月14日             | 1968年11月2日             | CBS                                      |
| バットマン The Adventures of Batman                              | 1        | 17   | 1968年9月14日             | 1969年1月4日              | CBS                                      |
| スーパー・フレンズ Super Friedns                                 | 1        | 16   | 1973年9月8日              | 1973年12月22日            | ABC                                      |
| スーパー・フレンズ Super Friedns                                 | 2        | 15   | 1977年9月10日             | 1977年12月10日            | ABC                                      |
| スーパー・フレンズ Super Friedns                                 | 3        | 16   | 1978年9月9日              | 1978年12月23日            | ABC                                      |
| スーパー・フレンズ Super Friedns                                 | 4        | 8    | 1979年9月22日             | 1979年11月10日            | ABC                                      |
| スーパー・フレンズ Super Friedns                                 | 5        | 8    | 1980年9月13日             | 1980年11月1日             | ABC                                      |
| スーパー・フレンズ Super Friedns                                 | 6        | 6    | 1981年9月26日             | 1981年10月31日            | ABC                                      |
| スーパー・フレンズ Super Friedns                                 | 7        | 8    | 1983年9月10日             | 1983年10月29日            | ABC                                      |
| スーパー・フレンズ Super Friedns                                 | 8        | 8    | 1984年9月8日              | 1984年10月27日            | ABC                                      |
| スーパー・フレンズ Super Friedns                                 | 9        | 8    | 1985年9月7日              | 1985年11月16日            | ABC                                      |
| 電光石火バットマン The New Adventures of Batman                  | 1        | 16   | 1977年2月12日             | 1977年5月28日             | CBS                                      |
| スーパーマン Superman                                            | 1        | 13   | 1988年9月17日             | 1988年12月10日            | CBS                                      |
| バットマン Batman: The Animated Series                           | 1        | 65   | 1992年9月5日              | 1993年9月17日             | Fox Kids                                 |
| バットマン Batman: The Animated Series                           | 2        | 20   | 1994年5月2日              | 1995年9月15日             | Fox Kids                                 |
| スーパーマン Superman: The Animated Series                       | 1        | 13   | 1996年9月6日              | 1997年2月15日             | Fox Kids                                 |
| スーパーマン Superman: The Animated Series                       | 2        | 28   | 1997年9月8日              | 1998年5月2日              | Fox Kids                                 |
| スーパーマン Superman: The Animated Series                       | 3        | 10   | 1998年9月19日             | 1999年5月15日             | Fox Kids                                 |
| スーパーマン Superman: The Animated Series                       | 4        | 3    | 1999年9月18日             | 2000年2月12日             | Fox Kids                                 |
| バットマン The New Batman Adventures                             | 1        | 24   | 1997年9月13日             | 1999年1月16日             | Fox Kids                                 |
| バットマン・ザ・フューチャー Batman Beyond                       | 1        | 13   | 1999年1月10日             | 1999年5月22日             | Fox Kids                                 |
| バットマン・ザ・フューチャー Batman Beyond                       | 2        | 26   | 1999年9月17日             | 2000年5月27日             | Fox Kids                                 |
| バットマン・ザ・フューチャー Batman Beyond                       | 3        | 13   | 2000年8月19日             | 2001年12月18日            | Fox Kids                                 |
| スタティック・ショック Justice League                            | 1        | 13   | 2000年9月23日             | 2001年5月12日             | Fox Kids                                 |
| スタティック・ショック Justice League                            | 2        | 11   | 2002年1月26日             | 2002年5月4日              | Fox Kids                                 |
| スタティック・ショック Justice League                            | 3        | 15   | 2003年1月25日             | 2003年6月21日             | Fox Kids                                 |
| スタティック・ショック Justice League                            | 4        | 13   | 2004年1月17日             | 2004年5月22日             | Fox Kids                                 |
| ゼータ・プロジェクト The Zeta Project                            | 1        | 12   | 2001年1月27日             | 2001年8月11日             | Fox Kids                                 |
| ゼータ・プロジェクト The Zeta Project                            | 2        | 14   | 2002年5月23日             | 2002年8月10日             | Fox Kids                                 |
| ジャスティス・リーグ Justice League                              | 1        | 26   | 2001年11月17日            | 2002年11月9日             | カートゥーン ネットワーク                |
| ジャスティス・リーグ Justice League                              | 2        | 26   | 2003年7月5日              | 2004年5月29日             | カートゥーン ネットワーク                |
| ティーン・タイタンズ Teen Titans                                 | 1        | 13   | 2003年7月19日             | 2003年11月11日            | カートゥーン ネットワーク                |
| ティーン・タイタンズ Teen Titans                                 | 2        | 13   | 2004年1月10日             | 2004年8月21日             | カートゥーン ネットワーク                |
| ティーン・タイタンズ Teen Titans                                 | 3        | 13   | 2004年8月28日             | 2005年1月22日             | カートゥーン ネットワーク                |
| ティーン・タイタンズ Teen Titans                                 | 4        | 13   | 2005年1月29日             | 2005年7月16日             | カートゥーン ネットワーク                |
| ティーン・タイタンズ Teen Titans                                 | 5        | 13   | 2005年9月24日             | 2006年1月16日             | カートゥーン ネットワーク                |
| ジャスティス・リーグ・アンリミテッド Justice League Unlimited    | 1        | 13   | 2004年7月31日             | 2005年1月29日             | カートゥーン ネットワーク                |
| ジャスティス・リーグ・アンリミテッド Justice League Unlimited    | 2        | 13   | 2005年2月5日              | 2005年7月23日             | カートゥーン ネットワーク                |
| ジャスティス・リーグ・アンリミテッド Justice League Unlimited    | 3        | 13   | 2005年9月17日             | 2006年5月13日             | カートゥーン ネットワーク                |
| ザ・バットマン The Batman                                        | 1        | 13   | 2004年9月11日             | 2005年5月7日              | カートゥーン ネットワーク                |
| ザ・バットマン The Batman                                        | 2        | 13   | 2005年5月14日             | 2005年9月10日             | カートゥーン ネットワーク                |
| ザ・バットマン The Batman                                        | 3        | 13   | 2005年9月17日             | 2006年5月13日             | カートゥーン ネットワーク                |
| ザ・バットマン The Batman                                        | 4        | 13   | 2006年9月23日             | 2007年5月5日              | カートゥーン ネットワーク                |
| ザ・バットマン The Batman                                        | 5        | 13   | 2007年9月27日             | 2008年3月8日              | カートゥーン ネットワーク                |
| クリプト・ザ・スーパードッグ The Batman                          | 1        | 26   | 2005年3月25日             | 2005年12月5日             | カートゥーン ネットワーク                |
| クリプト・ザ・スーパードッグ The Batman                          | 2        | 13   | 2006年4月24日             | 2006年12月15日            | カートゥーン ネットワーク                |
| リージョン・オブ・スーパーヒーローズ Legion of Super Heroes      | 1        | 13   | 2006年9月23日             | 2007年5月5日              | CWネットワーク                           |
| リージョン・オブ・スーパーヒーローズ Legion of Super Heroes      | 2        | 13   | 2007年9月22日             | 2008年4月5日              | CWネットワーク                           |
| バットマン:ブレイブ＆ボールド Batman: The Brave and the Bold     | 1        | 26   | 2008年11月14日            | 2009年10月1日             |                                          |
| バットマン:ブレイブ＆ボールド Batman: The Brave and the Bold     | 2        | 26   | 2009年12月11日            | 2011年4月8日              |                                          |
| バットマン:ブレイブ＆ボールド Batman: The Brave and the Bold     | 3        | 13   | 2011年4月15日             | 2011年11月11日            |                                          |
| ヤング・ジャスティス Young Justice                               | 1        | 26   | 2010年11月26日            | 2012年4月21日             | カートゥーン ネットワーク                |
| ヤング・ジャスティス Young Justice                               | 2        | 20   | 2012年4月28日             | 2013年5月16日             | カートゥーン ネットワーク                |
| ヤング・ジャスティス Young Justice                               | 3        | 26   | 2019年1月4日              | 2019年8月27日             | DCユニバース                             |
| ヤング・ジャスティス Young Justice                               | 4        | 26   | 2021年10月16日            | 2022年6月9日              | HBO Max                                  |
| スーパーマン・オブ・トーキョー DC Nation Shorts                  | 1        | 162  | 2011年11月11日            | 2014年8月2日              | カートゥーン ネットワーク                |
| ティーン・タイタンズGO! Teen Titans Go!                          | 1        | 52   | 2013年4月23日             | 2014年6月5日              | カートゥーン ネットワーク                |
| ティーン・タイタンズGO! Teen Titans Go!                          | 2        | 52   | 2014年6月12日             | 2015年7月30日             | カートゥーン ネットワーク                |
| ティーン・タイタンズGO! Teen Titans Go!                          | 3        | 53   | 2015年7月31日             | 2016年10月13日            | カートゥーン ネットワーク                |
| ティーン・タイタンズGO! Teen Titans Go!                          | 4        | 52   | 2016年10月20日            | 2018年6月25日             | カートゥーン ネットワーク                |
| ティーン・タイタンズGO! Teen Titans Go!                          | 5        | 52   | 2018年6月25日             | 2020年4月4日              | カートゥーン ネットワーク                |
| ティーン・タイタンズGO! Teen Titans Go!                          | 6        | 52   | 2019年10月4日             | 2021年5月1日              | カートゥーン ネットワーク                |
| ティーン・タイタンズGO! Teen Titans Go!                          | 7        | 52   | 2021年1月8日              | 2022年9月16日             | カートゥーン ネットワーク                |
| ティーン・タイタンズGO! Teen Titans Go!                          | 8        | 42   | 2022年10月7日             | 2024年10月30日            | カートゥーン ネットワーク                |
| ティーン・タイタンズGO! Teen Titans Go!                          | 9        | 52   | 2025年3月1日              | -                         | カートゥーン ネットワーク                |
| ビウェア・ザ・バットマン Beware the Batman                       | 1        | 26   | 2013年7月13日             | 2014年9月28日             | カートゥーン ネットワーク アダルトスイム |
| バットマン・アンリミテッド Batman Unlimited                      | 1        | 22   | 2015年5月4日              | 2015年9月15日             | YouTube                                  |
| バットマン・アンリミテッド Batman Unlimited                      | 2        | 11   | 2016年6月6日              | 2016年8月15日             | YouTube                                  |
| ジャスティス・リーグ・アクション Justice League Action           | 1        | 42   | 2016年12月16日            | 2017年10月28日            | カートゥーン ネットワーク                |
| ハーレイ・クイン Harley Quinn                                    | 1        | 13   | 2019年11月29日            | 2020年2月21日             | DCユニバース                             |
| ハーレイ・クイン Harley Quinn                                    | 2        | 13   | 2020年4月3日              | 2020年6月16日             | DCユニバース                             |
| ハーレイ・クイン Harley Quinn                                    | 3        | 10   | 2022年7月28日             | 2022年9月15日             | HBO Max                                  |
| ハーレイ・クイン Harley Quinn                                    | 4        | 10   | 2023年7月27日             | 2023年9月14日             | Max                                      |
| ハーレイ・クイン Harley Quinn                                    | 5        | 10   | 2025年1月16日             | 2025年3月20日             | Max                                      |
| バットウィール Batwheels                                         | 1        | 51   | 2022年9月17日             | 2025年2月21日             | Max カートゥーン ネットワーク            |
| アドベンチャー・ウィズ・スーパーマン My Adventures with Superman | 1        | 10   | 2023年7月7日              | 2023年9月1日              | アダルトスイム                           |
| アドベンチャー・ウィズ・スーパーマン My Adventures with Superman | 2        | 10   | 2024年5月26日             | 2024年7月21日             | アダルトスイム                           |
| 異世界スーサイド・スクワッド Suicide Squad ISEKAI                | 1        | 10   | 2024年7月6日              | 2024年9月7日              | BS11                                     |
| カイトマン：ヘル・イェー!（原題） Kite Man: Hell Yeah!           | 1        | 10   | 2024年7月18日             | 2024年9月12日             | Max                                      |
| バットマン:マントの戦士 Batman: Caped Crusader                   | 1        | 10   | 2024年8月1日              | 2024年8月1日              | Amazon Prime Video                       |
| クリーチャー・コマンドーズ Creature Commandos                    | 1        | 7    | 2024年12月5日             | 2025年1月9日              | HBO Max                                  |
| クリーチャー・コマンドーズ Creature Commandos                    | 2        | 7    | -                         | -                         | HBO Max                                  |
| Untitled Blue Beetle Animation                                   | 1        | -    | -                         | -                         | HBO Max                                  |
| My Adventures with Green Lantern                                 | 1        | -    | -                         | -                         | HBO Max                                  |
| Star Fire                                                        | 1        | -    | -                         | -                         | HBO Max                                  |
| Super Powers                                                     | 1        | -    | -                         | -                         | HBO Max                                  |
| Krypto short series                                              | 1        | -    | -                         | -                         | HBO Max                                  |
| Mister Miracle                                                   | 1        | -    | -                         | -                         | HBO Max                                  |

#### DC・インプリント
| 題名                                                      | シーズン             | 話数                 | 放送日(米国)/配信日(米国) | 放送日(米国)/配信日(米国) | 放送局/配信局        |
| 題名                                                      | シーズン             | 話数                 | シーズン初回              | シーズン最終回            | 放送局/配信局        |
| ワイルドストーム原作                                      | ワイルドストーム原作 | ワイルドストーム原作 | ワイルドストーム原作      | ワイルドストーム原作      | ワイルドストーム原作 |
| --------------------------------------------------------- | -------------------- | -------------------- | ------------------------- | ------------------------- | -------------------- |
| ザ・ボーイズ ダイアボリカル The Boys Presents: Diabolical | 1                    | 8                    | 2022年5月4日              | 2022年5月4日              | Amazon Prime Video   |